# Рутченково (станция)
Ру́тченково (укр. Рутченкове) — станция Донецкой железной дороги. Находится в Кировском районе города Донецка (Донецкая область) на месте бывшего посёлка Рутченково. Грузовая станция построена для вывоза угля с Рутченковских рудников. Первоначально называлась Рудничная, позднее названа по имени владельца рудников и посёлка — помещика Рутченко.
Является узловой станцией. От станции отходит ветка на Цукуриху и Покровск. Находится под контролем ДНР.

## История станции
- 1872 год — через поселок прошла первая очередь Константиновской железной дороги (Константиновка — Юзово — Еленовка), построена станция Рудничная (впоследствии Рутченково).
- 1880 год — Константиновская железная дорога присоединена к Донецкой Каменноугольной; станция получила беспрепятственный выход на ст. Ханженково Курско-Харьковско-Азовской линии.
- 1882 год — Константиновская линия продлена до Мариуполя; в 1887 году из Мариупольского порта был отправлен первый уголь.
- 1888 год, февраль — на ст. Рутченково с поезда сошёл российский учёный Д. И. Менделеев, который ознакомился по приезде с промышленностью Рутченково и Юзовки.
- В годы революций (июнь 1905 года), когда железнодорожники ещё не бастовали, на станции сломался паровоз, мешавший движению поездов через станцию. Паровозный мастер Фёдор Гутин, обладавший неимоверной силой, самостоятельно вытолкал паровоз в тупик. Сам силач погиб спустя 2 года под колесами поезда, будучи в сильном опьянении[2][3].
- 1910 год — прокладывается подъездной путь Рутченково — Старомихайловка, отсюда колея продолжалась до Красногоровского огнеупорного завода и рудника В. Карпова (близ Кураховки)
- 1917 год — открыт участок Рутченково — Цукуриха — Гришино (Покровск) для обслуживания копей около Селидовки, Гришино и предприятий Красногоровки и Рои (Курахово)[2].

## Пригородное сообщение по станции
По состоянию на август 2019 года станция обслуживает поезда по направлениям Донецк—Еленовка и Донецк—Мандрыкино.